# Giovanni De Prà
Giovanni Luigi Cecilio De Prà (28 de juny de 1900 - 15 de juny de 1979) fou un futbolista italià de la dècada de 1920.
Fou 19 cops internacional amb la selecció italiana amb la qual participà en els Jocs Olímpics d'Estiu de 1924 i 1928, guanyant la medalla de bronze en aquesta darrera edició.
Pel que fa a clubs, defensà els colors del Genoa CFC. durant tota la seva carrera, amb més de 300 partits durant 15 anys.

## Palmarès
Genoa
- Lliga italiana de futbol: 1922-23, 1923-24